# 客廳

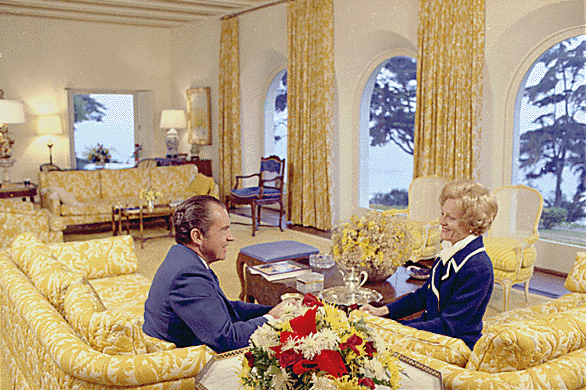
在私宅以外同樣功能的空間稱會客室

客廳是住宅中用以接待賓客的地方，通常較其他房間裝潢陳列為佳，通常为面積規格最大的一部分；現代家居較小，很多時和起居室合併。
現代客廳中通常亦有沙發或椅子、茶几及電視、音響等設施。因为客廳的对外接待任务，其装修和布置往往代表了主人的性格和爱好，也可以说客廳是一个家庭文化初步展现的窗口。

## 傳統
傳統東亞的大宅（如林家花園），以及歐洲王宮私邸，客廳與起居室係屬兩個空間，並不相同。而中國有位於兩側的花廳。